# 谢兆申
谢兆申（？—？），字耳伯，別號太戈山樵。福建邵武人。

## 生平
生卒年不詳。萬曆年間贡生，官居山西司后布政。与汤显祖、钟惺、谭元春有交游。寫文章晦涩难懂，喜歡結交異人，購買異書。藏書近六萬卷，多秘册珍本。好出游，晚年客死麻城（今属湖北）。其書留僧舍中，散失殆盡。有文集十六卷、诗集八卷。